# Дженнер, Эдвард
Эдвард Энтони Дже́ннер (англ. Edward Anthony Jenner; 17 мая 1749, Беркли, Глостершир — 26 января 1823, там же) — английский врач, разработал способ вакцинации против натуральной оспы, заключающийся в прививке неопасным для человека вирусом коровьей оспы. Первый руководитель ложи оспопрививания (англ. Royal Jennerian Society) в Лондоне (1803).
Член Лондонского королевского общества (1789), иностранный член Парижской академии наук (1811; корреспондент с 1808).

## Биография
Эдвард Дженнер родился 17 мая 1749 года в Англии в городке Беркли, в Глостершире. Его отец, преподобный Стефан Дженнер, был викарием Беркли, поэтому Эдвард получил хорошее начальное образование. Получил медицинское образование в Лондоне. В возрасте четырнадцати лет его отдали учиться у местного хирурга Даниэля Лудлоу, обучение он продолжил в Лондоне. Там он изучал анатомию и работал с пациентами, затем был практикующим врачом и хирургом в родном Беркли. В 1792 году Дженнер получил в Сент-Эндрюсском университете медицинскую степень «Исследования народных средств».
В народе хорошо знали, что коровья оспа не опасна для человека: она оставляет на коже рук лишь лёгкие следы пузырьков — и в то же время переболевшие коровьей оспой почти не заболевали оспой натуральной. Наблюдательный врач задумался над этим интересным явлением. Он стал изучать медицинские книги, в которых описывались народные средства борьбы с заразными болезнями. Люди издавна искали ощупью средства защиты от этой страшной болезни. В Китае вкладывали в нос кусочки ваты, смоченные гноем оспенного больного. У народов Африки через кожу с помощью иглы продёргивалась нитка, смоченная оспенным гноем. В ряде стран оспенные корочки растирались в порошок, который втирали в кожу, либо вдували в нос. После таких «прививок» многие люди заболевали, распространяя тяжелейшее эпидемическое заболевание. Другие действительно переносили оспу в легкой форме и такой ценой приобретали невосприимчивость. Все зависело от степени потери возбудителем оспы своей болезнетворности в высушенной корочке.

### Накопление опыта
В течение многих лет предпринимались попытки найти приемлемые способы предотвращения оспы. Уже давно было известно, что у человека, выжившего после этого заболевания, вырабатывался иммунитет, и он уже вторично не заболеет. На востоке это наблюдение привело к практике прививок здоровым людям тканей, взятых у человека, перенёсшего слабую форму оспы. Это делалось в надежде, что привитый таким образом человек сам заболеет лишь легкой формой оспы и после выздоровления обретет иммунитет.
Эта практика была принесена в Англию в начале XVIII века леди Мэри Уортли Монтегю и стала там обычной процедурой за много лет до Дженнера. Самому Дженнеру привили оспу в восьмилетнем возрасте. Однако эта профилактическая мера имела существенный недостаток: большое количество привитых таким образом людей заболевали не легкой формой оспы, а опасной, которая оставляла их обезображенными. Более того, два процента привитых умирали. Было ясно, что требовался иной способ профилактики.
Сопоставляя все эти сведения, тщательно обдумывая их, наблюдая за случаями заболеваний оспой людей и животных, Дженнер постепенно пришёл к мысли, что можно искусственно заражать человека именно коровьей оспой и тем самым предохранять его от заболевания натуральной.

### Эксперимент

Краткое описание опыта Дженнера (на английском).

У крестьянки Сары Нелмс (Sarah Nelmes; в одной из неопубликованных рукописей Дженнер называет её Люси), заразившейся коровьей оспой, появились на руке несколько пустул. 14 мая 1796 года их содержимое Дженнер втёр в царапину на теле восьмилетнего Джеймса Фиппса (1788—1853), сына садовника Дженнера. У мальчика появилось лёгкое недомогание, которое прошло через несколько дней. Через полтора месяца Джеймсу Фиппсу была привита натуральная (человеческая) оспа, однако болезнь не развилась. Через несколько месяцев была сделана вторая прививка натуральной оспы, спустя пять лет — третья, с аналогичными результатами.
Джеймса Фиппса нередко называют первым человеком, который был вакцинирован от натуральной оспы прививкой коровьей оспы, но это не соответствует действительности, поскольку до него такой процедуре подверглись несколько человек. Так, в 1791 году учитель из Киля Петер Плетт произвёл такие прививки троим детям; его работа в этом направлении в 1790-е годы (ранее подобных экспериментов Дженнера) долгое время оставалась малоизвестной. Ещё раньше, в 1774 году, применил сходную процедуру к трём членам своей семьи английский фермер из графства Дорсетшир по имени Бенджамин Джести. Однако именно Дженнер в 1798 году издал брошюру с подробным описанием своего исследования, и этот труд стал первым опубликованным отчётом о вакцинации, сделавшим эту практику известной во всём мире.

### Реакция

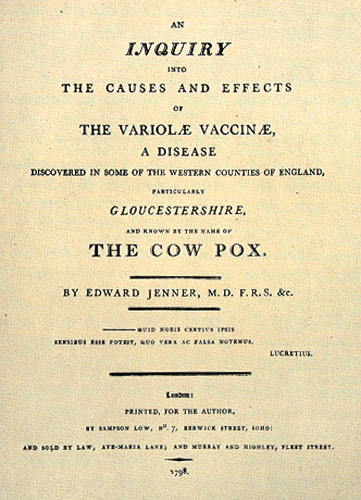
Титульный лист книги Дженнера о вакцине против оспы

Современники отнеслись к исследованиям Дженнера с осторожностью. Так, в 1798 году Лондонское королевское общество отказалось опубликовать в своих «Трудах» его сочинение «Исследование причин и действие коровьей оспы» с предостережением «не рисковать своей репутацией представлением учёному органу всего, что выглядит таким расходящимся с установившимся знанием», и Дженнеру пришлось за свой счет печатать брошюру, в которой был изложен опыт 25-летних исследований и результаты наблюдений за 23 случаями прививки, включая прививку его сына, 11-месячного Роберта.
Прививки коровьей оспы с негодованием встретила наиболее консервативная часть духовенства, однако необходимость борьбы с болезнью заставляла людей все шире применять опыт Дженнера. Фредерик, герцог Йоркский и Олбани, объявил оспопрививание по методу Дженнера обязательным для армии, а герцог Кларенс (будущий король Вильгельм IV) — для флота. Дженнер предложил свою технику вакцинации всему миру и не предпринял ни одной попытки извлечь из неё личную выгоду. В 1802 году признавая выдающиеся заслуги Дженнера британский парламент присвоил ему премию в 10 000 фунтов стерлингов, а в 1807 году наградил его повторной премией в 20 000 фунтов. В 1803 в Лондоне были основаны Королевское Дженнеровское общество (англ. Royal Jennerian Society). Дженнер стал его первым и пожизненным руководителем.

### Последние годы
Подвиг английского учёного снискал признание всего человечества, его приняли в почётные члены многие научные общества Европы. Эдвард Дженнер стал почётным гражданином Лондона, ему был поставлен бронзовый памятник на Трафальгарской площади (впоследствии перенесён в Кенсингтонские сады), а Лондонским медицинским обществом вручена большая золотая медаль. Дженнер был избран иностранным почётным членом Американской академии искусств и наук в 1802 году, членом Американского философского общества в 1804 году, и иностранным членом Шведской королевской академии наук в 1806 году. Дженнер стал членом Медицинского и Хирургического общества при его основании в 1805 году (ныне Королевское медицинское общество) и представил там несколько докладов.
Вернувшись в Лондон в 1811 году, Дженнер наблюдал значительное число случаев заболевания оспой после вакцинации. Он обнаружил, что в этих случаях тяжесть заболевания значительно уменьшилась благодаря предыдущей вакцинации. В 1821 году он был назначен чрезвычайным врачом короля Георга IV, а также стал мэром Беркли и мировым судьёй. Он продолжал изучать естественную историю и в 1823 году, в последний год своей жизни, представил Королевскому обществу свои «Наблюдения за миграцией птиц».
Эдвард Дженнер умер 26 января 1823 года от инсульта.

## Память

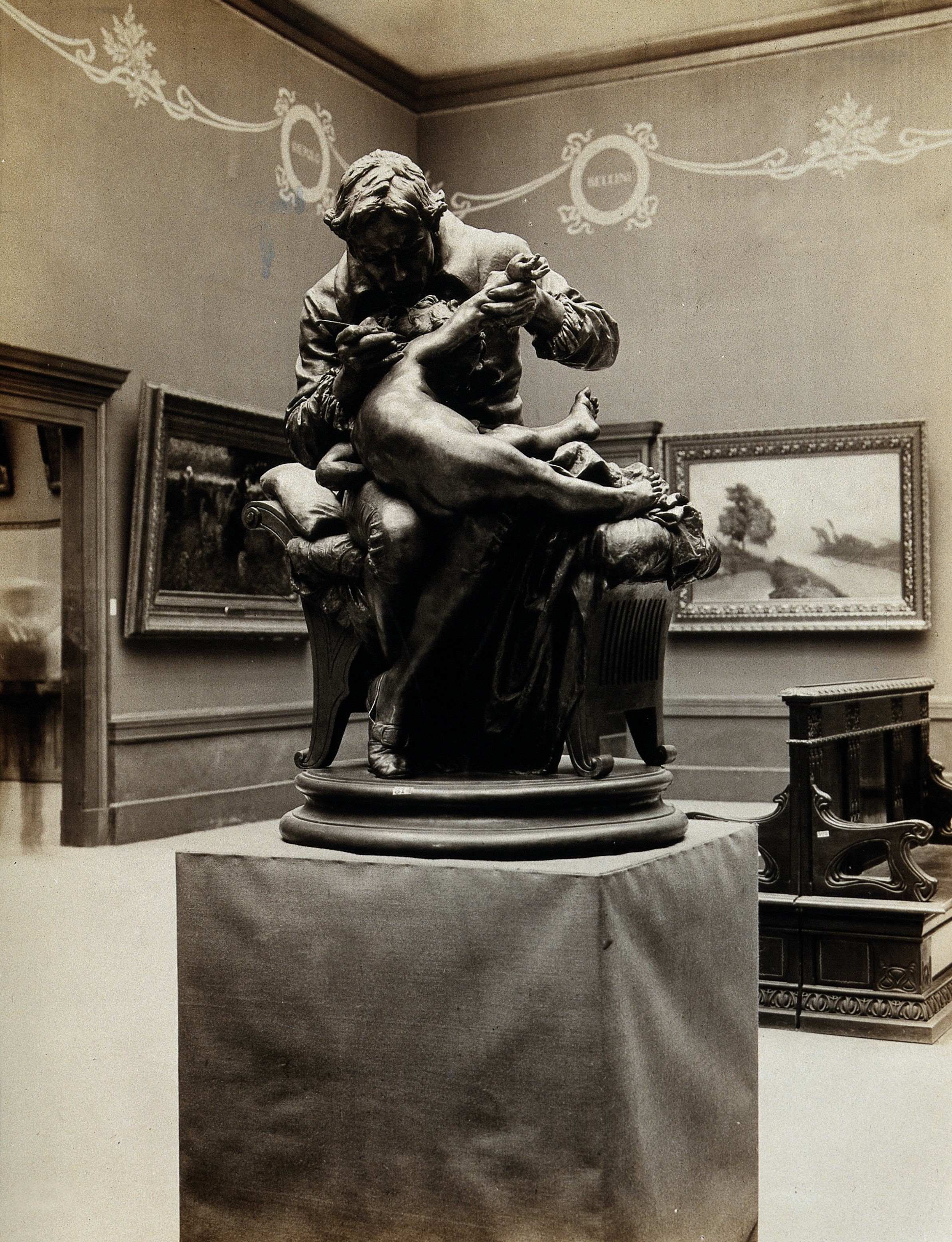
Скульптура «Эдвард Дженнер прививает своего сына» работы Джулио Монтеверде (1873)

Во Франции, в Булони, есть прекрасный мраморный памятник работы Монтеверди (по другим данным это скульптура 1873 года работы Джулио Монтеверде в римской Национальной галерее современного искусства) — рассказ о том, как прививают оспу ребёнку. Скульптор передает величайшее напряжение мысли Дженнера, его сосредоточенность на операции, которая стала делом всей его жизни. Это рассказ о радости победы ума и сердца. Если Дженнер — автор открытия, то маленький Джеймс — соавтор, хотя он даже не знал, чему он помог и чем рисковал.
В 1970 году Международный астрономический союз присвоил имя Эдварда Дженнера кратеру на обратной стороне Луны.
В 2005 году в Оксфорде был основан Дженнеровский институт, который занимается разработкой вакцин (например, участвовал в создании вакцины AstraZeneca против COVID-19).
В России в городе Острове Псковской области есть улица и переулок Дженнера.

## Оспопрививание в России
В XVIII веке оспопрививание пришло и в Россию. Смерть от оспы 15-летнего императора Петра II (1715—1730) заставила и русский двор обратить внимание на предохранительные прививки. В 1768 году в Петербург был приглашен знаменитый английский оспопрививатель доктор Томас Димсдейл. Он успешно привил оспу Екатерине II и наследнику престола Павлу Петровичу, будущему императору Павлу I. С этого времени в России стали учреждаться оспопрививательные пункты.
Первую в России противооспенную вакцинацию по методу Дженнера в октябре 1801 года провел доктор медицины Е. О. Мухин. Произошло это событие в здании Императорского Воспитательного дома в Москве (ныне Военная академия РВСН имени Петра Великого). Привитого мальчика звали Антон Петров. В старых хрониках читаем: «Сия операция сделана была в присутствии Совета Воспитательного Дома, придворных лейб-медиков и лейб-хирургов, в то время в Москве находившихся, и других почетных особ». Прививка дала положительный результат, и Антона Петрова в честь этого знаменательного события переименовали в Вакцинова.
Только в XX веке медикам удалось окончательно победить оспу. С 1978 года страшная болезнь, по данным Всемирной организации здравоохранения, считается полностью ликвидированной.